# Принцип позитивне усмерености
Принцип позитивне усмерености је педагошки принцип који налаже да сви напори онога ко васпитава и образује треба да буду усмерени ка позитивним акцијама, односно ка постизању друштвено прихватљивих вредности.

## Пожељне активности васпитача
Активност васпитача (наставника) се састоји у давању позитивних примера ученицима како би они могли о њима да размишљају, да их процењују и доносе закључке. Наставник може да износи и негативне примере ради упоређивања. При томе, примери који се износе треба да буду у складу са друштвеном праксом. С обзиром да се могу користити и ситуације које се иначе дешавају у школи, поступци наставника који су погрешни је да се постављају изнад ученика и њихових поступака или да „иду иза догађаја“.